# Вані Бходжан
Вані Бходжан  — індійська кіно і телеакторка і колишня фотомодель, яка в першу чергу знімається в кіно мовою тамілів і телугу. Відома роллю Сатьї в телесеріалі «Деваманґал», за яку її нагородили Вірутугаль Сурією Кудум за кращу акторку 2018 року. Дебютувала на телугу у 2019 році у Міку Матарам Чепта, а в 2020 році дебютувала на тамілі Про мій кадавуле.

## Біографія
Оголошення про суші є єдиною компанією azafata на авіакомпанії King Fisher Airlines, яка є членом міста Chennai Desde Ooty. Su amiga le sugirió que hiciera Modelado y así es como está ahora en Deivamagal y Lakshmi Serials. Mientras estaba modelando, запропонував можливість знятися в телесеріалі Jaya Jaya «Maya» на телебаченні в 2012 році. Депуас-де-майя, Вані Бходжан грає роль серії в серії «Ахаа» в телевізійних передачах на телеканалі Vijay.
Розроблений серіалом «Ахаа», провідної компанії «Девамагал серійний», телевізійної станції на телеканалі Sun TV і виробництва 2013 року. Перегляньте відео на роль Сатья Прия. Deivamagal Sathya Priya — це спосіб надати телевізійну індустрію. Deivamagal Serial trae toda la fama al Вані Бходжан y fue uno de los seriales más vistos en Таміл Наду. Casi todos los epizodios de esta serie llegarán на 1 мільйон від YouTube-репродукції. Ahora es el cuarto año que la serie se ejecuta con éxito. También obtuvo el premio a la mejor actriz de televisión en serie Вікатан у 2017 році.
Знявшись із телевізійної програми, Vani comenzó a actuar películas. Елла дебютувала пекліла Телугу Мееку Маатрад Чепта акт кон Тарун Баскаран. Телугу депуті, дебютував табулятом Про мій Кададавуле в конто Ашок Сельван.